# Aegeanispora
Aegeanispora is een monotypisch geslacht van schimmels uit de orde Pleosporales. Het bevat alleen Aegeanispora elanii. 